# Parc national naturel de Las Hermosas
Le parc national naturel de Las Hermosas (espagnol : Parque Nacional Natural Las Hermosas) est un parc national situé dans le département de Valle del Cauca dans la partie la plus haute de la cordillère Centrale, en Colombie. Ses principales attractions sont probablement ses marais et ses 387 lacs glaciaires.

## Géographie
Le parc est entouré par les fleuves Magdalena et Cauca. Son altitude varie de 1 600 à 4 400 mètres. La zone possède un canyon difficile d'accès formé par les fleuves sus-cités. Il a une importance historique due au fait que c'était la zone la plus défendue par les autochtones Pijaos contre les conquistadors espagnols.
Trois types de formations géologiques se rencontrent dans la zone : des roches magmatiques intrusives, des roches métamorphiques et des formations dues à des éruptions volcaniques plus récentes.

## Climat
La moyenne annuelle des précipitations est de 2 000 mm aux altitudes basses et 1 500 mm au-dessus de 3 000 mètres. La température moyenne est de 24 °C à basse altitude et 4 °C aux points les plus élevés. Les périodes de décembre à mars et de juillet à août sont des périodes sèches.

## Faune et flore
Les plantes notables sont : Ceroxylon quindiuense, Podocarpus oleifolius (en), Aniba perutilis (es), Ocotea heterochroma (es), Chuquiraga jussieui, Passiflora tenerifensis (sv) et Juglans neotropica.
Le type d'animaux le plus varié est celui des oiseaux, suivi par les mammifères et les reptiles. Les mammifères répertoriés incluent : ours à lunettes, tapir des montagnes, cougar, oncille, pudu, cerf de Virginie.
Les poissons d'algues vertes, d'algues bleues et d'algues unicellulaires peuplant les 387 lacs glaciaires du parc.

## Sources
- (en) Cet article est partiellement ou en totalité issu de l’article de Wikipédia en anglais intitulé « Las Hermosas National Natural Park » (voir la liste des auteurs).
- (en + es) Benjamin Villegas et Laura Sesana, Colombia Natural Parks, Villegas Asociados, 2007, 447 p. (ISBN 978-958-8156-87-3, lire en ligne)
- IUCN, IUCN directory of neotropical protected areas, IUCN, 1982, 436 p., postscript (ISBN 978-0-907567-62-2, lire en ligne)